# شبالینو (سرزمین آلتای)
شبالینو (به لاتین: Shebalino) یک منطقهٔ مسکونی در روسیه است که در سرزمین آلتای واقع شده‌است.